# Palombara Sabina
Palombara Sabina – miejscowość i gmina we Włoszech, w regionie Lacjum, w prowincji Rzym.
Według danych na rok 2004 gminę zamieszkiwało 10 639 osób, 141,9 os./km².